# Margarine Unie
Pour les articles homonymes, voir Margarine (homonymie).
Naamloze Vennootschap Margarine Unie (français : Générale de Margarine) est une entreprise néerlandaise fondée en 1927 à Rotterdam par la fusion des quatre principaux producteurs de margarine, Antoon Jurgens, Van den Bergh's, Centra, and Schicht's.
Les principaux artisans à l'origine de ce consortium ont été Pieter-Eduard Leverd et Antoon Jurgens qui dès les années 1870-1880 implantent à Oss d'importantes usines de margarine, mais aussi de transformation de viande et de légumes, et leurs descendants vont peu à peu contrôler la production au niveau européen (hors Empire britannique) avec des marques comme Solo, Vero, Blue Band, Planta, Astra (intégrée dès 1897).
En 1930, Margarine Unie et le britannique Lever Brothers fusionnent pour créer le groupe multinational Unilever.